# Diapetimorpha arcta
Diapetimorpha arcta là một loài tò vò trong họ Ichneumonidae.